# Lipău, Satu Mare
Lipău este un sat în comuna Culciu din județul Satu Mare, Transilvania, România.

## Descriere generală
Ca poziție geografică Lipăul esti situat pe malul stang al Someșului, pe drumul judetean 193, la 20 km S-E de municipiul Satu Mare. Din punct de vedere administrativ aparține de comuna Culciu, împreună cu satele Culciu Mare, Culciu Mic, Caraseu, Apateu și Corod. De la 1409 satul a trecut prin diverse modificări de nume: de la Lippo, Lipou, Szamoslippo, Lipoveni pâna în Lipău care a rămas definitiv din anul 1926.
De menționat biserica „Sf. Arhangheli Mihail și Gavrilă” din anul 1836.

## Istoric
Satul a fost menționat pentru prima dată într-un document din 1409 ca Lipo, iar în 1493 ca Lypamezew. Așezarea aparținea atunci moșiei Sinér, și de familia Morocz. După ce familia Morocz a dispărut, Lipăul a devenit proprietatea familiei Csomaközi și a descendenților acestora, iar a lor a rămas din secolul al XVIII-lea până la sfârșitul secolului al XIX-lea, când István Sztán a devenit proprietar.
La începutul secolului al XIX-lea, cei mai mari proprietari erau familia Újfalussy, Sztán și László Bíró. Lipău a fost devastat de un mare incendiu în 1884, când jumătate din sat a fost ars împreună cu parohia și școala nouă. După Tratatul de la Trianon, satul devine parte a României.

## Personalități locale
Ilie Carol Barbul - avocat și om politic

## Sursă
- Comitate și orașe din Ungaria: O monografie a Ungariei. O enciclopedie istorică, geografică, artistică, etnografică, militară și naturală, a condițiilor publice culturale și economice ale țărilor Coroanei Ungare. Ed. Samov Borovszky. Budapesta: Societatea Națională de Monografie. 1908